# 腓特烈五世 (巴登-杜爾拉赫)
腓特烈五世（德語：Friedrich V.，1594年7月6日—1659年9月8日），巴登-杜爾拉赫藩侯，1622年至1659年在位。

## 家庭
1616年，腓特烈與符騰堡的芭芭拉結婚，兩人共有2子1女：
1. 腓特烈六世（1617年—1777年）
2. 卡爾·馬格努斯（英语：Margrave Charles Magnus of Baden-Durlach）（1621年—1658年）
3. 約翰娜（1623年—1661年）